# Jakob Laurentz Studach
Jakob Laurentz Studach (Altstätten, 25 gennaio 1796 – Stoccolma, 9 maggio 1873) è stato un vescovo cattolico svizzero.

## Biografia
Monsignor Jakob Laurenz Studach nacque a Altstätten il 25 gennaio 1796 ed era figlio di Matthäus Studach e di sua moglie Magdalena (nata Hasler).

### Formazione e ministero sacerdotale
Dopo essersi diplomato al liceo cantonale, iniziò a studiare medicina all'Università di Vienna. Qui entrò in contatto con il convertito e sacerdote cattolico Zacharias Werner (1768-1823), che apparteneva al circolo sorto attorno a Clemente Maria Hofbauer (1751-1820). Fu grazie alla sua influenza che Studach decise di studiare teologia. Nel 1817 si iscrisse all'Università di Landshut dove fu allievo del futuro vescovo Johann Michael Sailer (1751-1832), uno dei più eminenti teologi del suo tempo.
Dal maggio del 1818 al novembre del 1819 fu tutore dei figli minori del conte e poeta Federico Leopoldo di Stolberg-Stolberg (1750-1819) nella loro residenza di Melle, in Bassa Sassonia. Il 18 febbraio 1820 fu ordinato presbitero per la diocesi di Eichstätt a Landshut. In seguito operò in diverse parrocchie della diocesi e fu educatore nella casa di Eugenio di Beauharnais, duca di Leuchtenberg e principe di Eichstätt. Questi era il figliastro dell'imperatore Napoleone Bonaparte e genero del re Massimiliano I Giuseppe di Baviera.
Nel 1823 una delle sue allieve, la principessa Giuseppina (1807-1876), sposò il principe ereditario e futuro re Oscar di Svezia. Ella volle prendere padre Studach come confidente e consigliere. Il prete si trasferì con la principessa a Stoccolma dove lavorò come cappellano di corte e supervisionò la piccola ma rigorosa comunità cattolica. Dal 1828 fu insegnante di filosofia tedesca di Charles de Montalembert (1810-1870), i cui genitori allora risiedevano a Stoccolma.
Il 10 agosto 1833 papa Gregorio XVI lo nominò vicario apostolico di Svezia senza dignità episcopale. Tale circoscrizione contava appena 400 fedeli. Per diffondere il cattolicesimo fece arrivare diversi sacerdoti dai Paesi Bassi. Nel 1844 la principessa Giuseppina divenne regina di Svezia. Sia lei che padre Studach fecero tutto il possibile per promuovere la Chiesa cattolica ed erano molto impegnati.

### Ministero episcopale

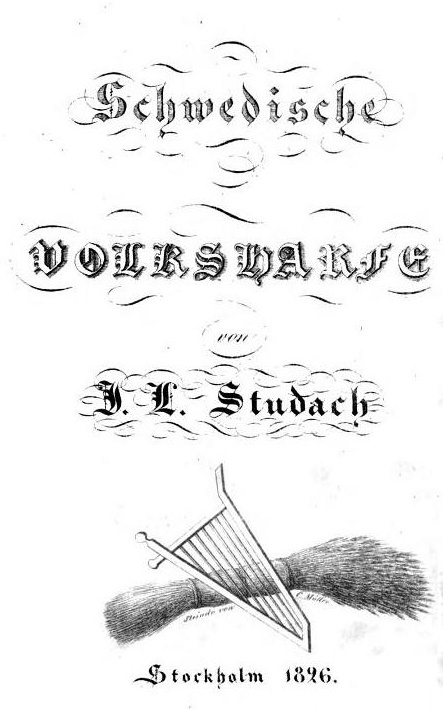
Frontespizio del libro di poesie "Schwedische Volksharfe" del 1826.

Il 22 maggio 1862 papa Pio IX lo nominò vescovo titolare di Ortosia di Caria. Ricevette l'ordinazione episcopale il 1º settembre successivo nella cappella del Collegio teutonico di Santa Maria dell'Anima a Roma dal cardinale Karl August von Reisach, prefetto della Congregazione degli studi, coconsacranti l'arcivescovo metropolita di Monaco e Frisinga Gregor Leonhard Andreas von Scherr e il vescovo di Osnabrück Paul Ludolf Melchers.
Grazie alla sua notorietà nei paesi di lingua tedesca fu in grado di raccogliere molte donazioni e costruì le chiese cattoliche di Stoccolma tra il 1835 e il 1837, di Kristiania tra il 1850 e il 1856 e di Göteborg nel 1862. La chiesa di Sant'Eugenia a Stoccolma fu il primo edificio di culto cattolico ad essere realizzato in Svezia dopo la Riforma protestante. Nella stessa città realizzò il palazzo vescovile e il cimitero cattolico. Ordinò anche il primo prete svedese, padfe Josef Popp, che in seguito divenne parroco a Malmö. A Kristiania fondò la prima parrocchia cattolica della Norvegia.
Monsignor Studach scrisse numerosi articoli sui giornali ecclesiastici tedeschi circa le condizioni religiose della sua area di missione. Tradusse anche un catechismo, un libro di preghiere e il libro devozionale "Goffine's Handpostille" dall'inglese allo svedese, così come alcuni testi dal tedesco allo svedese, il più noto dei quali è la raccolta di poesie "Schwedische Volksharfe" del 1826. Tradusse il "Sämund's Edda des Weisen" dall'islandese. Nel 1856 pubblicò un lavoro sulla storia religiosa dei tedeschi intitolato "Die Urreligion, oder das entdeckte Uralphabet".
Morì a Stoccolma il 9 maggio 1873 all'età di 76 anni.

## Genealogia episcopale
La genealogia episcopale è:
- Cardinale Scipione Rebiba
- Cardinale Giulio Antonio Santori
- Cardinale Girolamo Bernerio, O.P.
- Arcivescovo Galeazzo Sanvitale
- Cardinale Ludovico Ludovisi
- Cardinale Luigi Caetani
- Cardinale Ulderico Carpegna
- Cardinale Paluzzo Paluzzi Altieri degli Albertoni
- Papa Benedetto XIII
- Papa Benedetto XIV
- Papa Clemente XIII
- Cardinale Giovanni Carlo Boschi
- Cardinale Bartolomeo Pacca
- Papa Gregorio XVI
- Cardinale Karl August Graf von Reisach
- Vescovo Jakob Laurentz Studach